# Logaritmikus eloszlás

Tömegfüggvény

Kumulatív eloszlásfüggvény

A logaritmikus eloszlás egy diszkrét valószínűség eloszlás, mely a MacLaurin-sor kiterjesztéséből vezethető le (a MacLaurin-sor a Taylor-sor egy speciális esete):
{\displaystyle -\ln(1-p)=p+{\frac {p^{2}}{2}}+{\frac {p^{3}}{3}}+\cdots .}
Ebből kapjuk:
{\displaystyle \sum _{k=1}^{\infty }{\frac {-1}{\ln(1-p)}}\;{\frac {p^{k}}{k}}=1.}
A Log(p)-eloszlású valószínűségi változó tömegfüggvénye:
{\displaystyle f(k)={\frac {-1}{\ln(1-p)}}\;{\frac {p^{k}}{k}}}
k≥1 értékekre, és ahol 0<p<1. A fentiek miatt az eloszlás normalizált.
A kumulatív eloszlásfüggvény:
{\displaystyle F(k)=1+{\frac {\mathrm {B} (p;k+1,0)}{\ln(1-p)}}}
ahol B az inkomplett bétafüggvény.
Poissonnal kevert Log(p)-eloszlású változónak negatív binomiális eloszlása van. Más szavakkal, ha N egy Poisson-eloszlású valószínűségi változó, és Xi, i = 1, 2, 3, ...egy végtelen sora az egymástól független, azonos valószínűségi változóknak, melyeknek Log(p)-eloszlása van, akkor
{\displaystyle \sum _{i=1}^{N}X_{i}}- negatív binomiális eloszlású.
Ily módon a negatív binomiális eloszlás, egy összetett Poisson-eloszlás.
Ronald Aylmer Fisher egy publikációjában a negatív binomiális eloszlást a fajok relatív bőségének a modelljeként írja le.

## Jellemző paraméterek
- Tartomány={\displaystyle k\in \{1,2,3,\dots \}\!}|
- Sűrűségfüggvény={\displaystyle {\frac {-1}{\ln(1-p)}}\;{\frac {\;p^{k}}{k}}\!}|
- Kumulatív eloszlásfüggvény={\displaystyle 1+{\frac {\mathrm {B} (p;k+1,0)}{\ln(1-p)}}\!}|
- Középérték={\displaystyle {\frac {-1}{\ln(1-p)}}\;{\frac {p}{1-p}}\!}|
- Módusz={\displaystyle 1}
- Szórásnégyzet={\displaystyle -p\;{\frac {p+\ln(1-p)}{(1-p)^{2}\,\ln ^{2}(1-p)}}\!}|
- Momentum generáló függvény={\displaystyle {\frac {\ln(1-p\,\exp(t))}{\ln(1-p)}}{\text{ for }}t<-\ln p\,}|
- Karakterisztikus függvény={\displaystyle {\frac {\ln(1-p\,\exp(i\,t))}{\ln(1-p)}}{\text{ for }}t\in \mathbb {R} \!}|
- Generátorfüggvény={\displaystyle {\frac {\ln(1-pz)}{\ln(1-p)}}{\text{ for }}|z|<{\frac {1}{p}}}|